# كت (بهمئي غرمسيري الجنوبي)
کت (بالفارسية: کت) هي قرية تقع في إيران في قسم بهمئي غرمسیري الجنوبي الريفي. يقدر عدد سكانها بـ 388 نسمة .